# Лава (військова)
Лава — бойовий порядок і спосіб тактичних дій, що застосовувався в козацьких військах, а з введенням Стройового кавалерійського статуту 1912 — у всій російській кавалерії. Лава ескадрону (сотні) складалася з передової частини (від 1 до 4 взводів) і підтримки (не менше взводу) або маяка (одне відділення). Передова частина діяла в різних строях (головним чином одношереножних). Лава застосовувалася для ведення розвідки місцевості і сил противника, розладнання його зімкнутих бойових порядків перед атакою кінної маси, прикриття маневру своїх військ, переслідування противника і виконання інших завдань.